# 阿格隆·杜卡
阿格隆·杜卡（1958年1月22日—），阿尔巴尼亚政治家，农学家，企业家，教师。1981年從大學畢業。1987年至1991年期間是一位高中老師。2001年至2005年任阿尔巴尼亚农业和食品部长。